# Paphiopedilum godefroyae
Paphiopedilum godefroyae é uma espécie de orquídea (Orchidaceae) do Sudeste Asiático.